# Velocimetría por fuerza de Lorentz
La Velocimetría por fuerza de Lorentz, (LFV por sus siglas en inglés) es una técnica no intrusiva para la medición de flujo. La LFV es especialmente adecuada para la medición de las velocidades o flujos en metales líquidos, como el acero o aluminio fundidos, y se encuentra actualmente en fase de desarrollo para aplicaciones metalúrgicas. 

## Principio
El principio de la velocimetría por fuerza de Lorentz se describe a continuación. Cuando un fluido eléctricamente conductor, como metales líquidos o electrolito, se mueve en presencia de un campo magnético producido por un imán permanente, se inducen corrientes eléctricas (corrientes de Foucault o parásitas, o Eddy currents en inglés) en el fluido. Estas corrientes inducidas dan lugar a una fuerza electromagnética -la fuerza de Lorentz- que retarda el movimiento del fluido. En virtud de la tercera ley de Newton "actio = reactio", una fuerza con la misma magnitud pero en dirección opuesta actúa sobre el imán. Esta fuerza tiene la misma dirección que el flujo y es proporcional a la velocidad relativa entre el fluifo y el imán, la conductividad eléctrica del líquido y la densidad de flujo magnético. Al medir esta fuerza es posible determinar la velocidad de flujo.
Los metales líquidos y electrolitos son paramagnéticos o diamagnéticos por lo que son débilmente atraídos o repelidos por el imán permanente. La fuerza de Lorentz utilizada en LFV no tiene nada que ver con la atracción o la repulsión magnética. 

## Historia
La Velocimetría por fuerza de Lorentz fue inventado por el físico británico Arthur Shercliff en la década de 1950. Sin embargo, no se encontró aplicación práctica en estos primeros años. No fue sino hasta el desarrollo de imanes permanentes fuertes, técnicas e instrumentos de medición de fuerza precisas y software de simulación para problemas de flujos magnetohidrodinámicos, que este principio puedo convertirse en una técnica de medición de flujo viable. Actualmente la LFV se encuentra en desarrollo para aplicaciones en metalurgia, como se describe por Kolesnikov et. al.